# Colombia Tierra de Atletas-GW Bicicletas

Descrição: Colômbia Terra dos Atletas-GW na apresentação das equipes do Tour da Colômbia 2021.

CI: CTA) é uma equipa ciclista colombiana de categoria Continental. A equipa iniciou-se no 2020 como um projecto do Ministério do Desporto da Colômbia baixo o programa ‪Talentos Colômbia para consolidar ao país como um semeadouro de jovens talentos do ‪ciclismo nacional e criar os alicerces para consolidar ao país como terra de atletas.

## História
A equipa de ciclismo cria-se a partir da fusão de três equipas colombianas que tinham patrocínio da antiga entidade governamental Coldeportes até 2019, eles eram Coldeportes Zenú, Coldeportes Bicicletas Strongman e GW Shimano (este último não era patrocinado por Coldeportes). A equipa iniciou em 2020 como um projecto para consolidar em Colômbia como um semeadouro de ciclistas e a formação integral do atletas nas categorias feminina, prejuvenil, juvenil, sub-23 e elite; com o objectivo de participar em diferentes carreiras a nível nacional e internacional.
As formações prejuvenil e juvenil masculina, estão apoiadas sobre as bases da equipa da Fundação Esteban Chaves, o qual é dirigido por Jairo Chaves, pai do ciclista colombiano Esteban Chaves; entre tanto a equipa sub-23 e elite, estará dirigido pelo treinador desportivo Luis Alfonso Cely. Assim mesmo, as categorias femininas serão dirigidas pela ex-ciclista Rocío Parrado.
Este projecto vincula ao redor de 300 atletas de todas as regiões do país para incentivar o talento do desporto insígnia da Colômbia e conseguir cumprir o sonho de ser ciclistas profissionais.

## Material ciclista
A equipa utiliza bicicletas GW, e componentes Shimano

## Classificações UCI
As classificações da equipa e do seu ciclista mais destacado são as seguintes:

### UCI America Tour
| Temporada | Classificação por equipas | Melhor corredor | Posição |
| 2020      |                           |                 |         |

## Palmarés
Para anos anteriores veja-se: Palmarés da Colombia Tierra de Atletas-GW Bicicletas.

### Palmarés de 2020

#### UCI ProSeries
| Datas | Carreiras | Ganhador |

#### Circuitos Continentais da UCI
| Datas | Circuito | Carreiras | Ganhador |

#### Campeonatos nacionais
| Datas | Carreiras | Ganhador |
|       |           |          |

## Elencos
Para anos anteriores, veja-se Elencos da Colombia Tierra de Atletas-GW Bicicletas

### Elenco de 2020
| Integrantes da equipe 2020 | Integrantes da equipe 2020 | Integrantes da equipe 2020                 | Integrantes da equipe 2020 |
| Ciclista                   | Data de nascimento         | Equipe anterior                            |                            |
| -------------------------- | -------------------------- | ------------------------------------------ | -------------------------- |
| Darwin Atapuma             | 15 janeiro 1988            | Cofidis, Solutions Crédits (2019)          |                            |
| Hernán Aguirre             | 13 dezembro 1995           | Interpro Cycling Academy (2019)            |                            |
| Óscar Quiroz               | 3 julho 1994               | Coldeportes Bicicletas Strongman (2019)    |                            |
| Brayan Hernández           | 11 março 1997              | Coldeportes Bicicletas Strongman (2019)    |                            |
| Miguel Ángel Rubiano       | 3 outubro 1984             | Coldeportes-Zenú (2019)                    |                            |
| Diego Cano                 | 3 fevereiro 1994           | Coldeportes Bicicletas Strongman (2019)    |                            |
| Nelson Soto                | 19 junho 1994              | Caja Rural-Seguros RGA (2019)              |                            |
| William Muñoz              | 17 janeiro 1994            | Coldeportes Bicicletas Strongman (2019)    |                            |
| Omar Mendoza               | 25 novembro 1989           | Coldeportes Bicicletas Strongman (2019)    |                            |
| Javier Ignacio Montoya     | 17 outubro 1997            | Beltrami TSA-Hopplà-Petroli Firenze (2019) |                            |
| Andrés Camilo Pedroza      | 20 março 1996              | Coldeportes Bicicletas Strongman (2019)    |                            |
| Jesús David Peña           | 8 maio 2000                | Coldeportes Bicicletas Strongman (2019)    |                            |
| Diego Camargo              | 3 maio 1998                | Coldeportes-Zenú (2019)                    |                            |
| Didier Merchán             | 26 julho 1999              | Coldeportes Bicicletas Strongman (2019)    |                            |
| Wilmar Molina              | 30 abril 1998              | Team Novak (2019)                          |                            |
| Yeisson Casallas           | 7 fevereiro 2000           | Bathco Cycling Team (2018)                 |                            |
| Wilson Estiben Peña Molano | 7 abril 1998               | Beltrami TSA-Hopplà-Petroli Firenze (2019) |                            |
|                            |                            |                                            |                            |
| Fonte: ProCyclingStats     |                            |                                            |                            |